# Maison au 8, rue de Lacépède à Aix-en-Provence
La maison au 8, rue de Lacépède est une maison située à Aix-en-Provence. 

## Histoire
La porte avec imposte en fer forgé fait l'objet d'une inscription au titre des monuments historiques par arrêté du 25 mars 1929.